# Абовці
Абовце (словац. Abovce, угор. Abafalva) — село, громада в окрузі Рімавска Собота, Банськобистрицький край, Словаччина. Кадастрова площа громади — 8,2 км². Населення — 625 осіб (за оцінкою на 31 грудня 2017).

## Історія
Перша згадка 1339 року як vlastníctvo Abovcov (володіння Абовцов), але поселення було і раніше. 1828 року в селі налічувалось 66 будинків і 420 жителів.
У 1938—1945 рр. село належало Угорщині.

## Географія
Розташоване в південній частині Рімавскої котловини.

## Інфраструктура
В селі є дитячий садок, початкова школа, будинок культури, футбольне поле.

### Транспорт
Автомобільний пункт пропуску через державний кордон з Угорщиною — автошлях 67 (Cesty I. triedy).
Зупинний пункт Абовце залізничної лінії Plešivec — Lenartovce.

## Населення
| Рік:            | 1994. | 2004.    | 2014.   | 2024.   |
| --------------- | ----- | -------- | ------- | ------- |
| Кількість осіб: | 563   | 626      | 624     | 612     |
| Різниця:        |       | +11,19 % | -0,31 % | -1,92 % |

| Рік:            | 2023. | 2024.   |
| --------------- | ----- | ------- |
| Кількість осіб: | 637   | 612     |
| Різниця:        |       | -3,92 % |

## Галерея

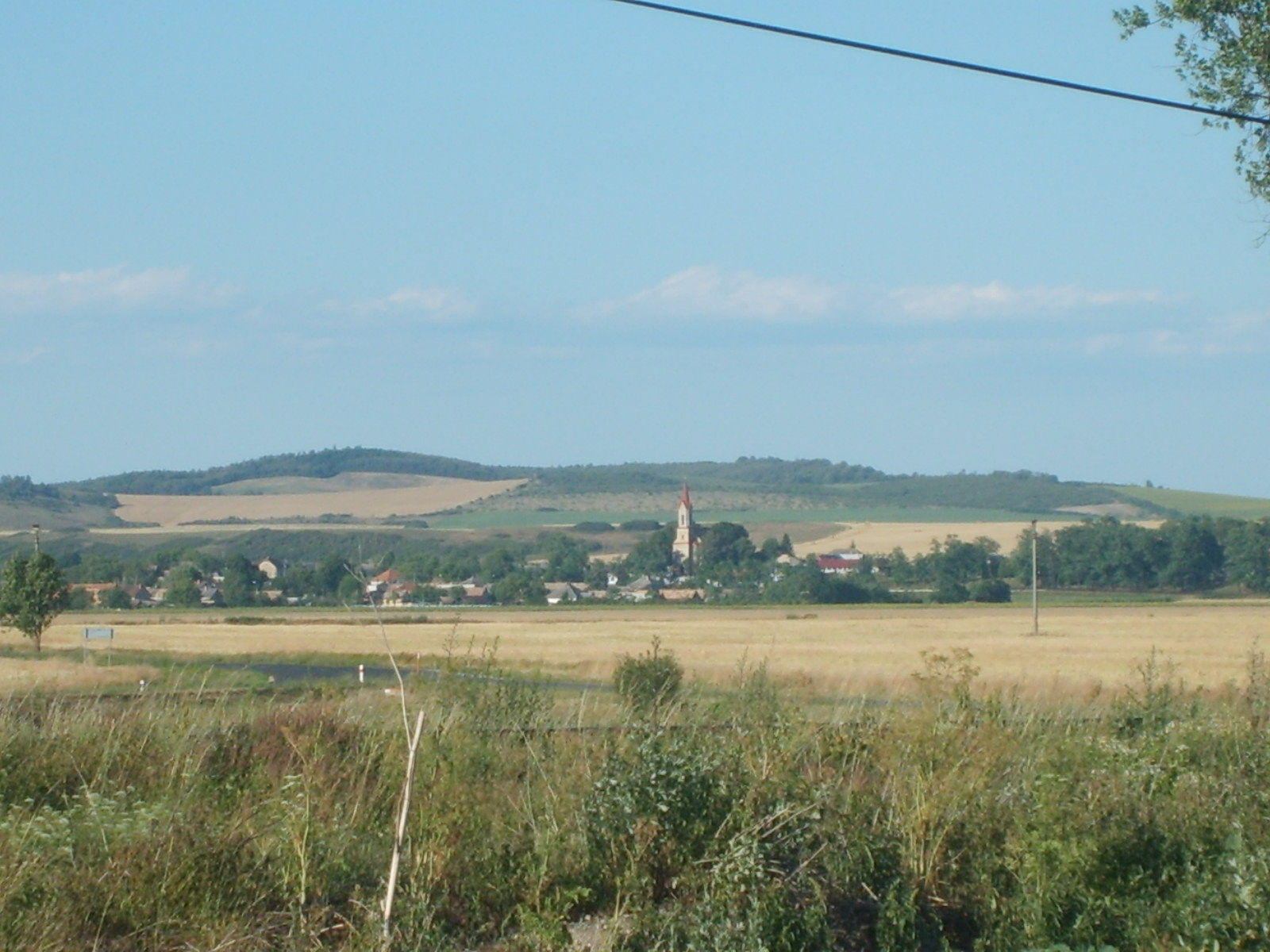
Вигляд з села на сусіднє Ленартовце
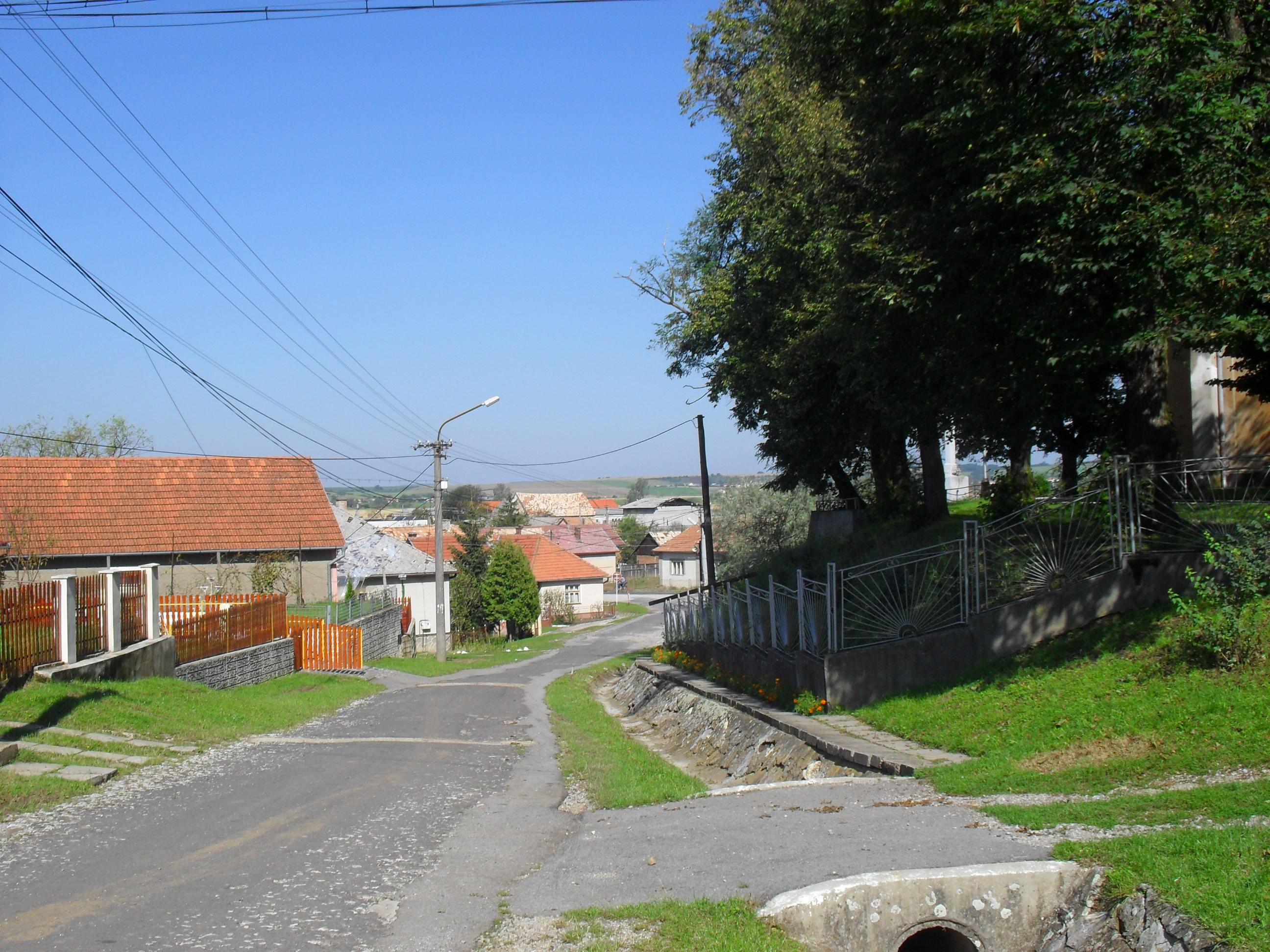
Вулиця
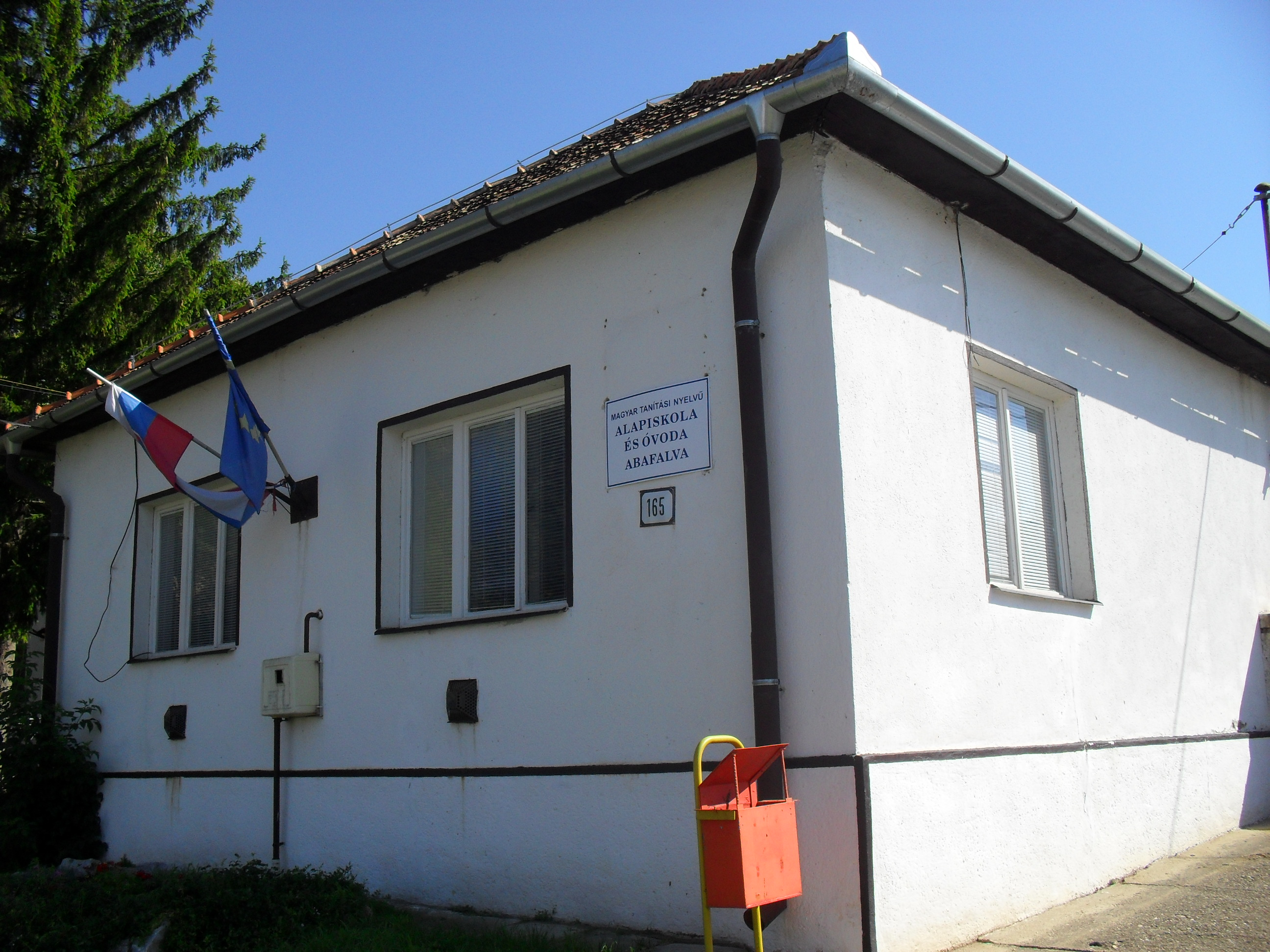
Початкова школа та дитячий садок
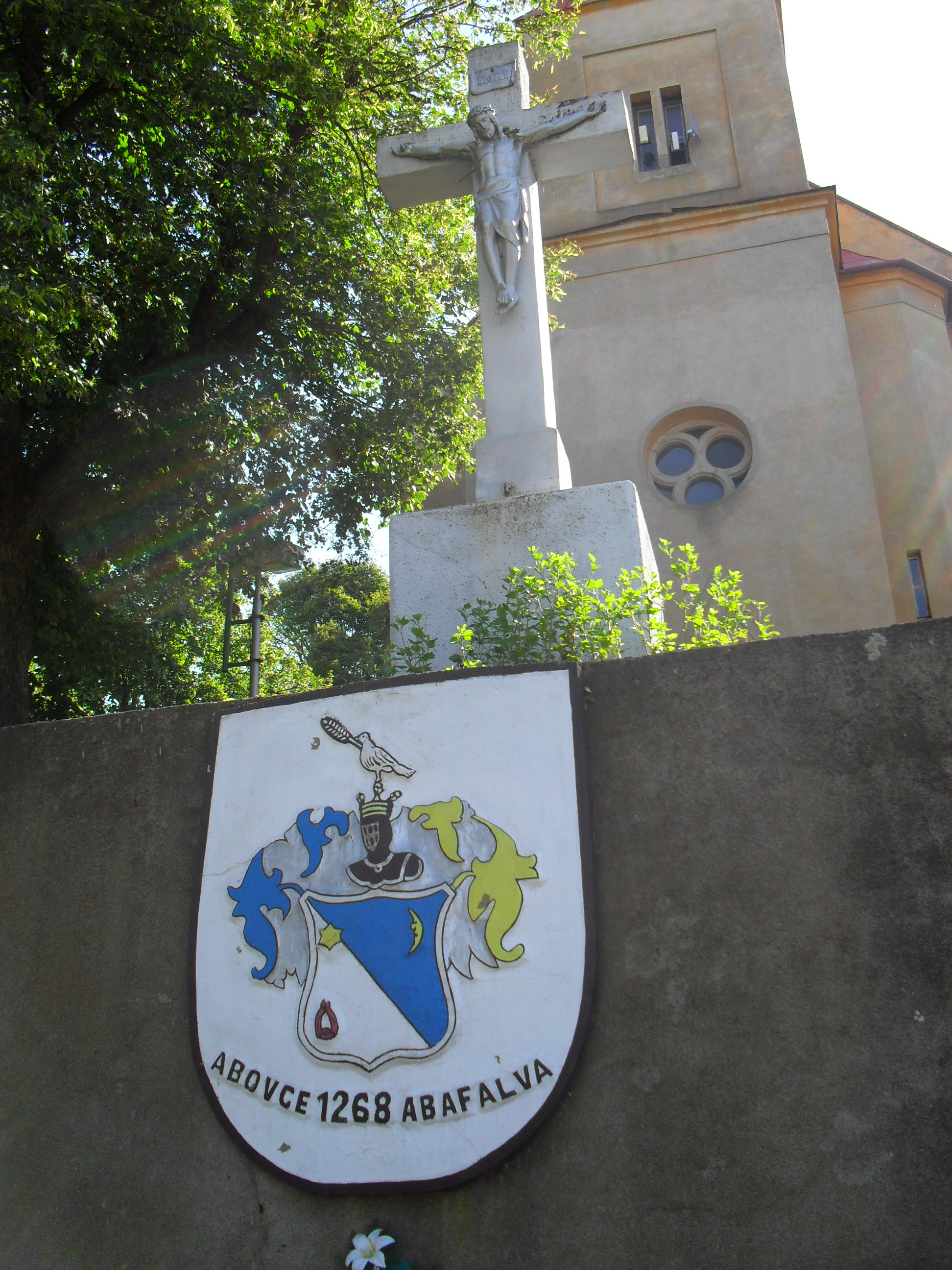
A templom előtt álló feszület
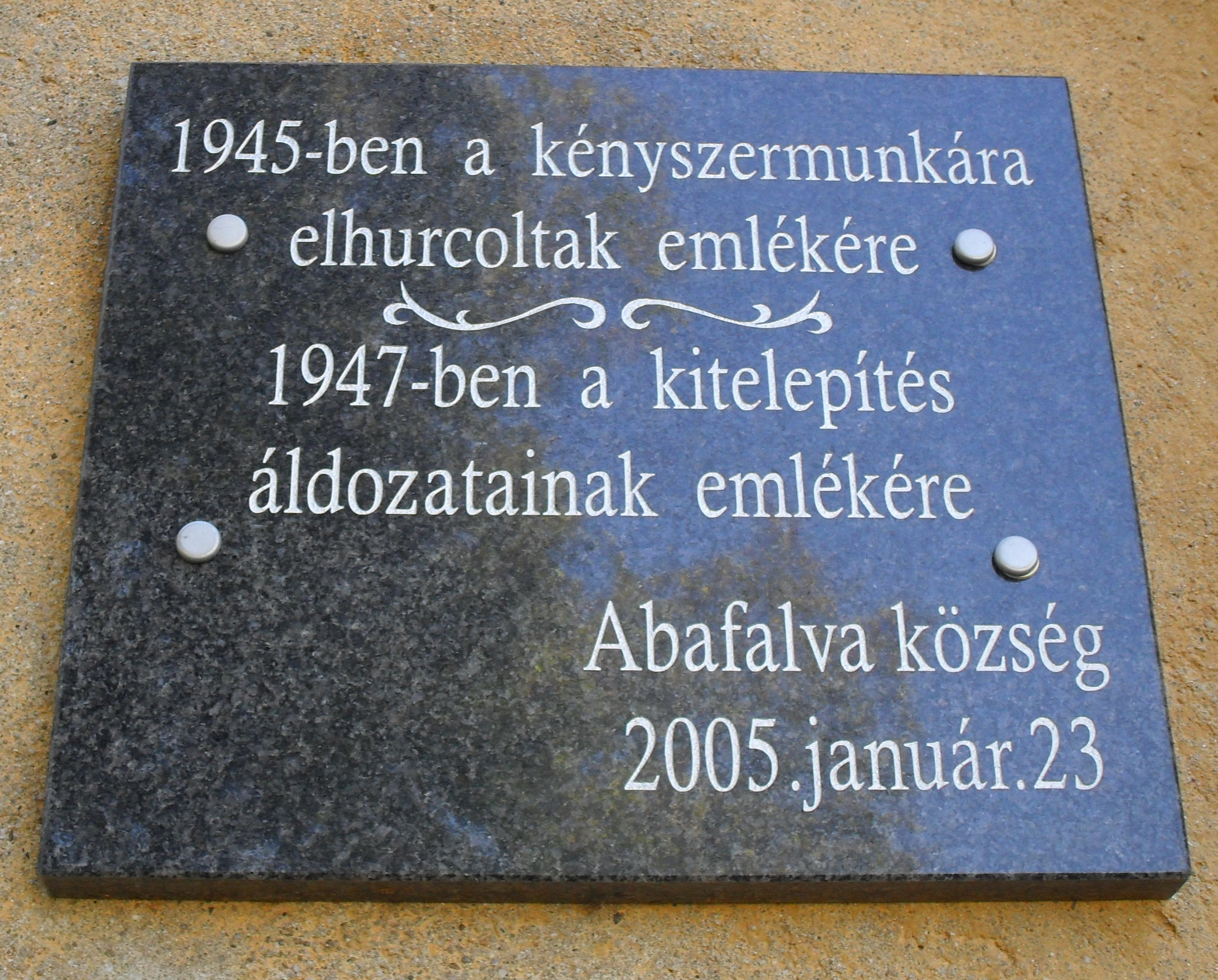
Меморіальна табличка
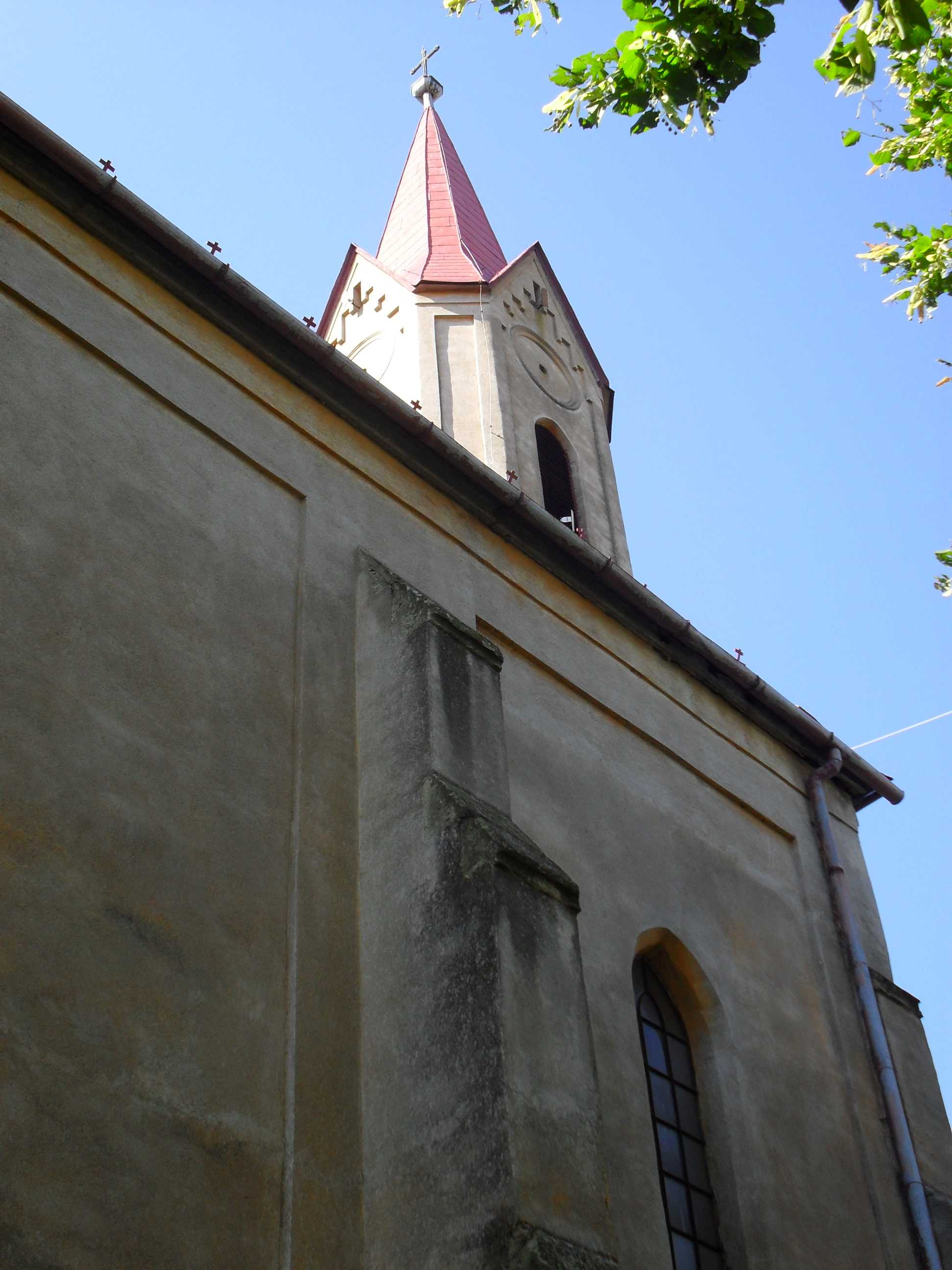
Католицький костел
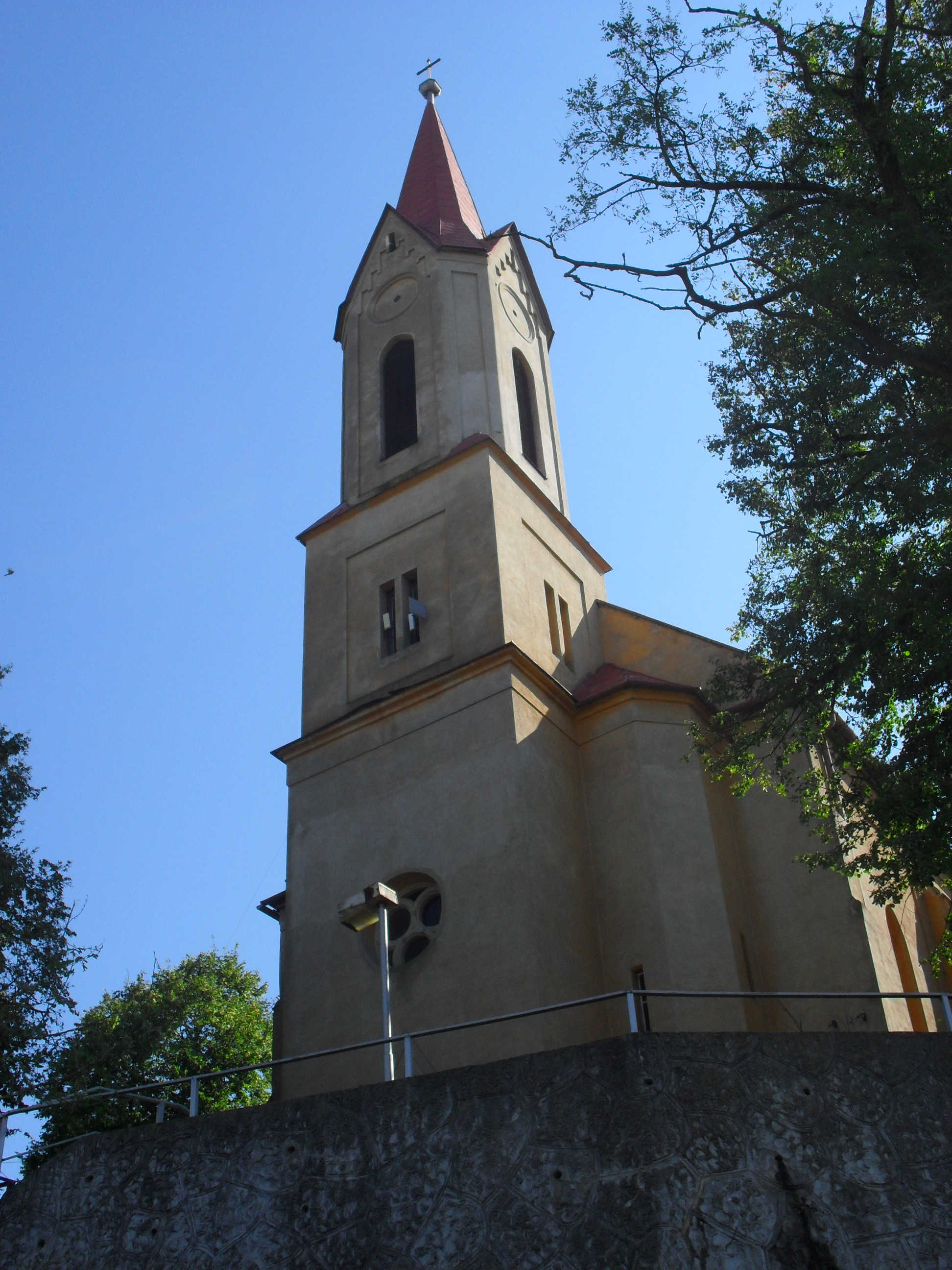
Римо-католицький костел
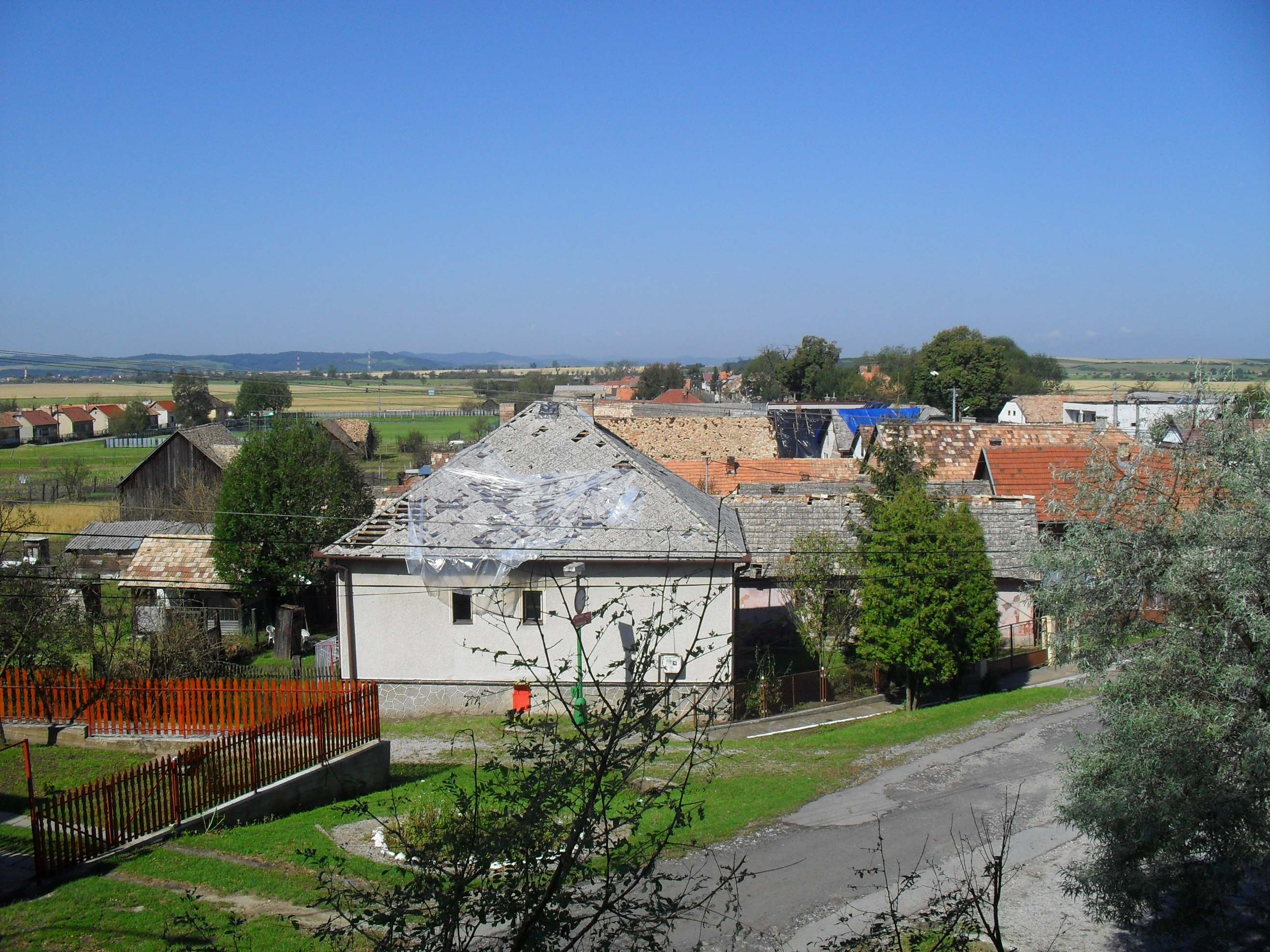
A 2010. július 3-i jégverés nyomai a faluban
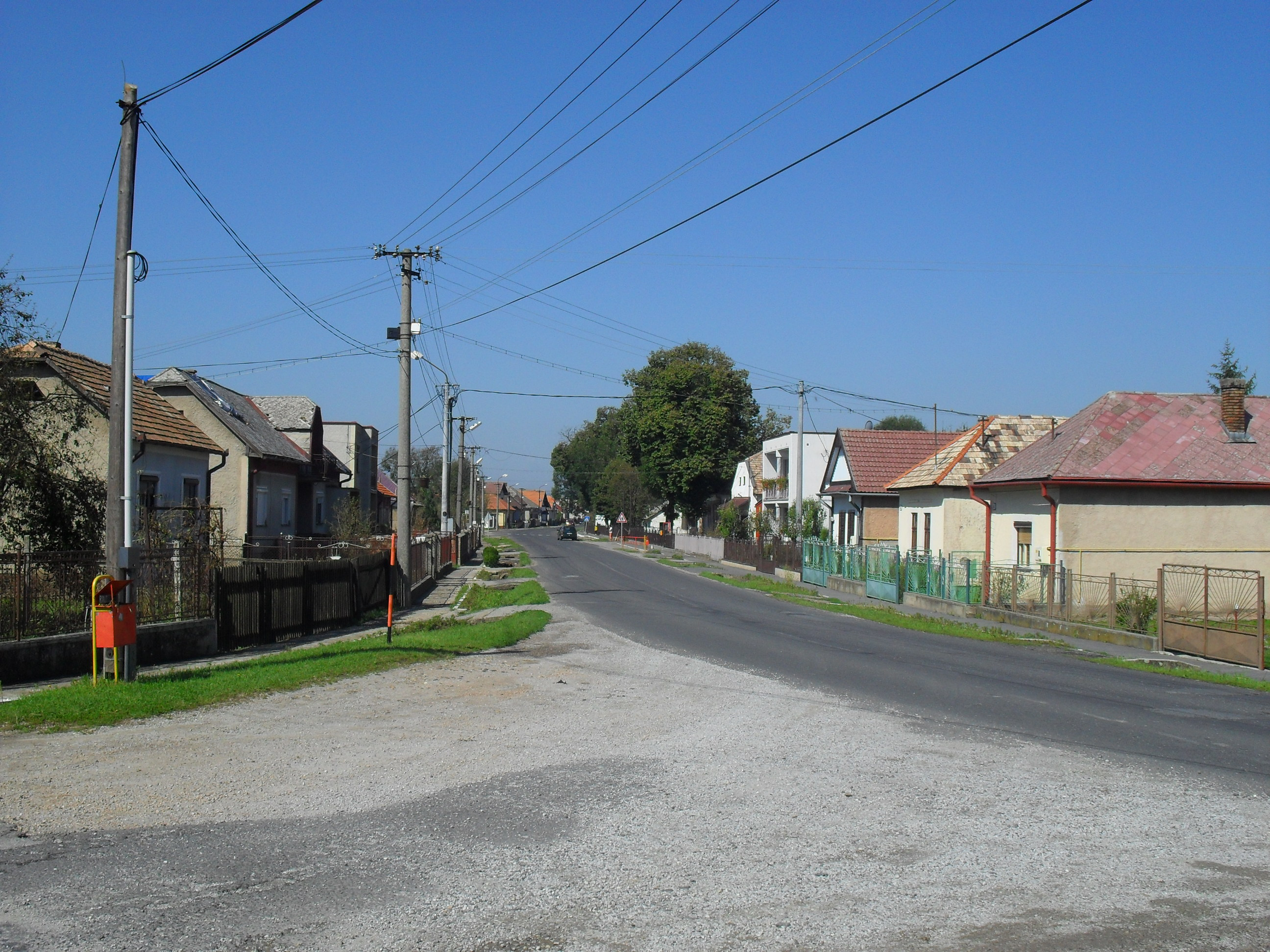
Вулиця
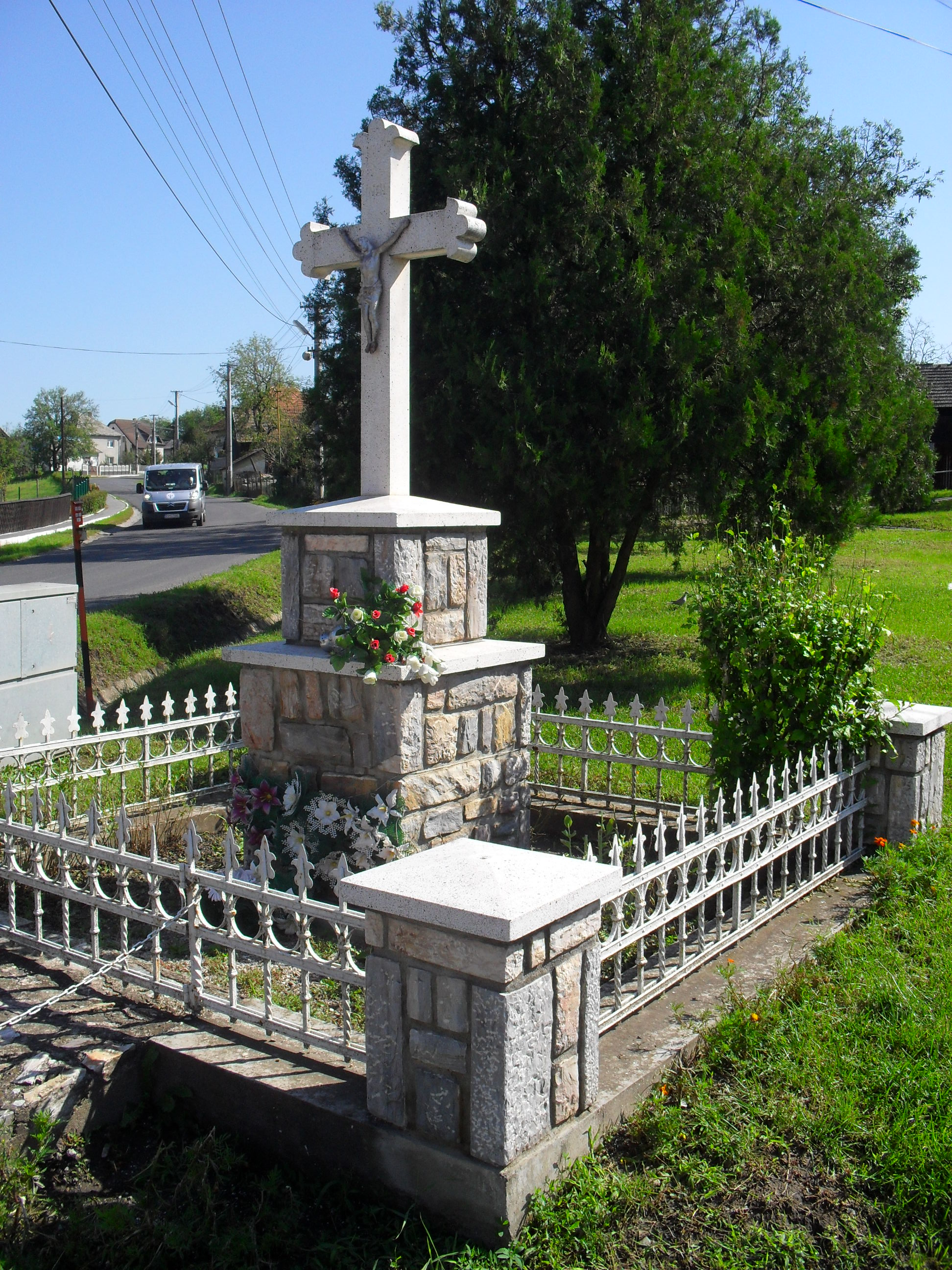
Розп'яття
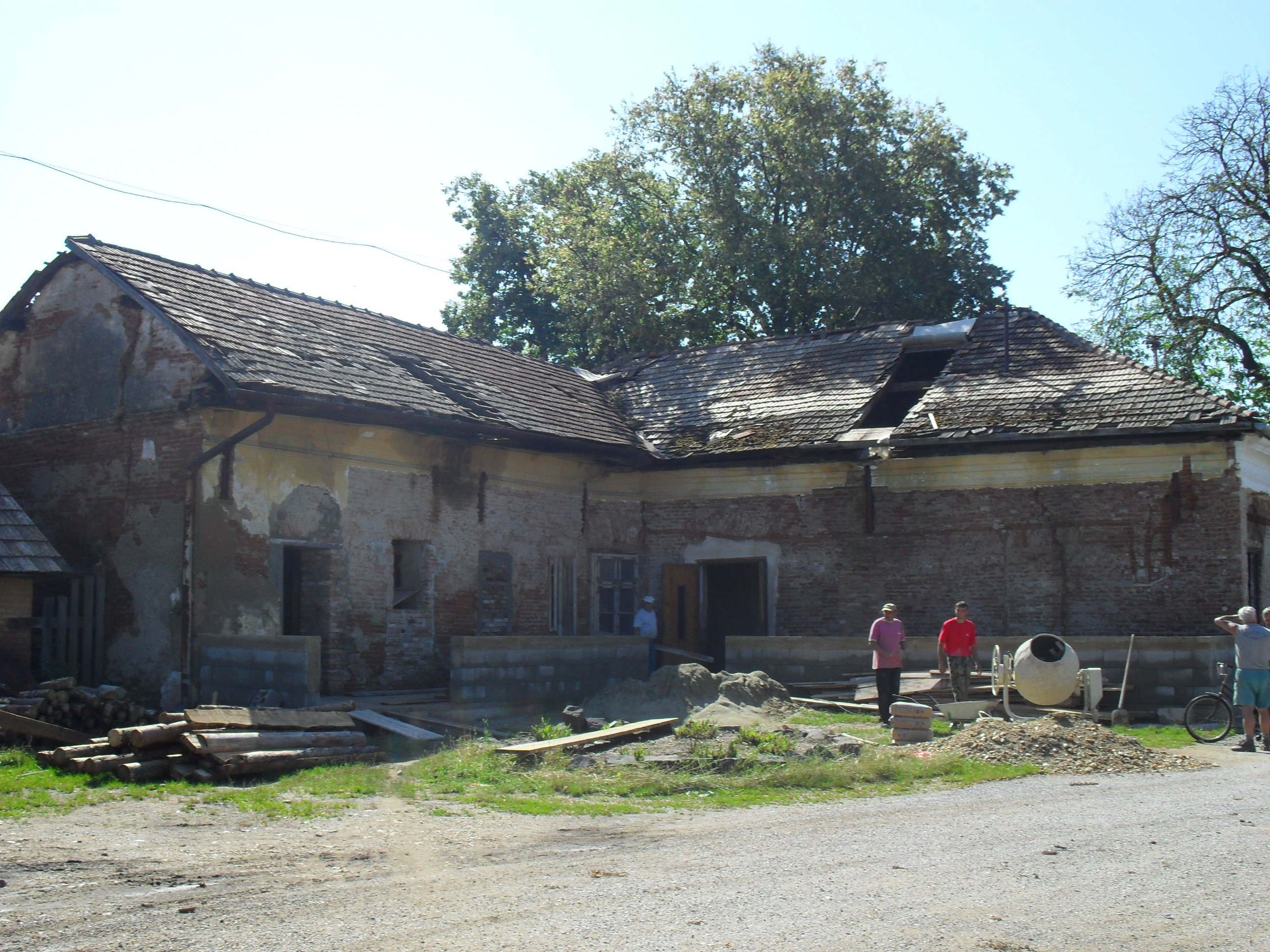
Jégverte háztető